# Universitetsstad

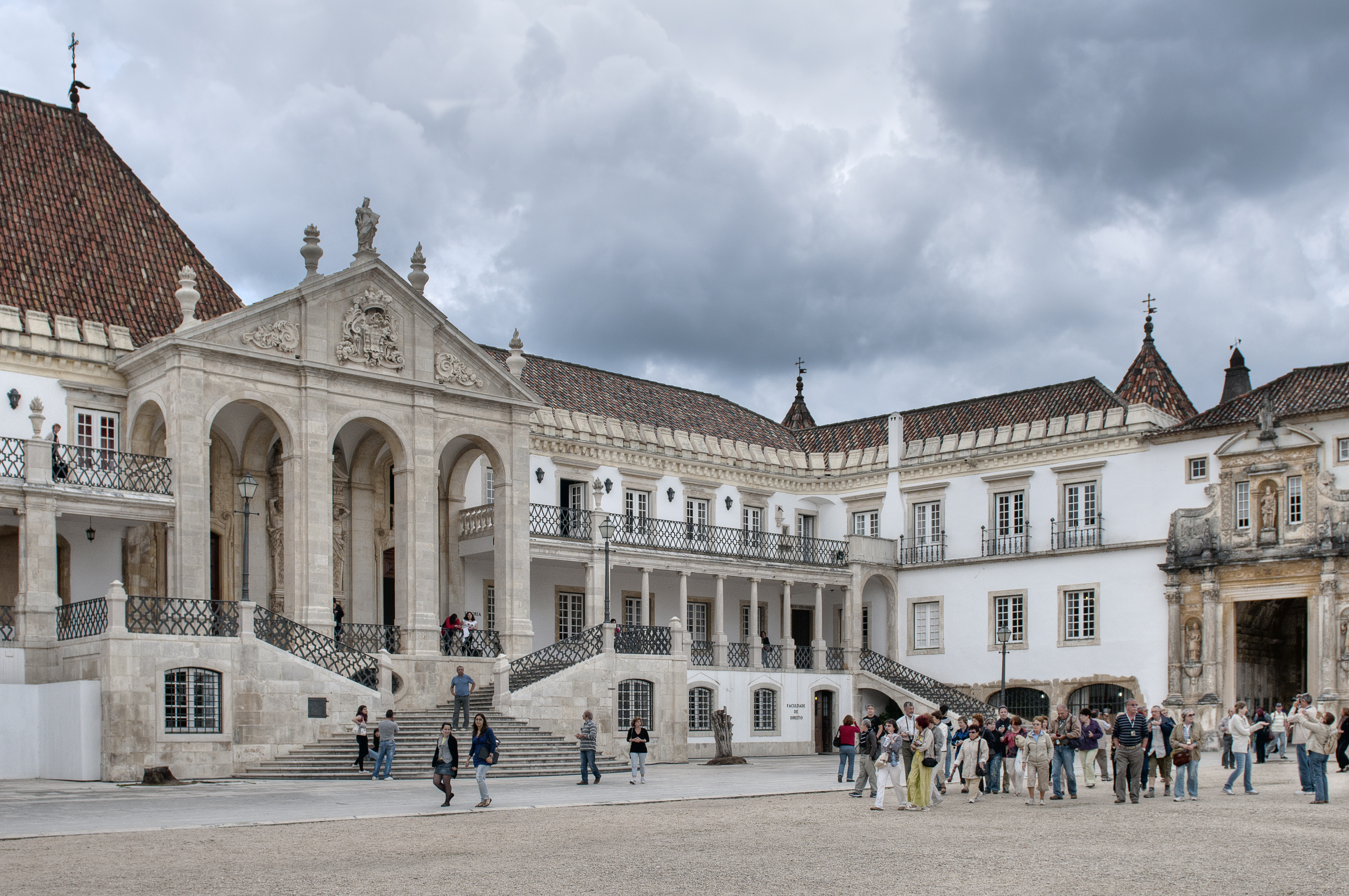
Coimbras universitet, grundat 1290, är ett av de äldsta i Europa och har bildat den så kallade Coimbragruppen som enbart Europas äldre universitet finns med i.

En universitetsstad eller studentstad är en stad som präglas av universitetsliv vid en eller flera högre utbildningsinstitutioner. Universitetsstäder utmärker sig av denna anledning ofta kulturellt genom sin låga medelålder och sin höga genomsnittliga utbildningsnivå, och att universitetet är en av stadens största enskilda arbetsgivare. Typiskt sett har städerna lägst medelålder av alla städer i landet av jämförbar storlek. Stadens servicesektor är i viss grad anpassad för universitetsbefolkningen, och de industrier som finns i sådana städer är ofta knutna till universiteten som forskningscentra. 
I Sverige har Uppsala och Umeå omkring en fjärdedel så många inskrivna studenter och anställda lärare som antalet boende i tätorten och Lund något fler, även om det finns olika sätt att räkna antalet studenter på.

## Storstadsuniversitet
I vidare bemärkelse är alla städer med ett universitet universitetsstäder, men beteckningen används främst om universitetsdominerade städer, och mer sällan om storstäder.
I storstäder kan universitetslivet vara koncentrerat till vissa stadsdelar, som då uppvisar liknande drag men endast inom geografiskt begränsade områden. Exempel på sådana stadsdelar är Frescati i Stockholm, Johanneberg i Göteborg, Bloomsbury i London, Quartier Latin i Paris, Greenwich Village och Upper West Side i New York samt Dahlem och Adlershof i Berlin.

## Universitetsstäder i världen

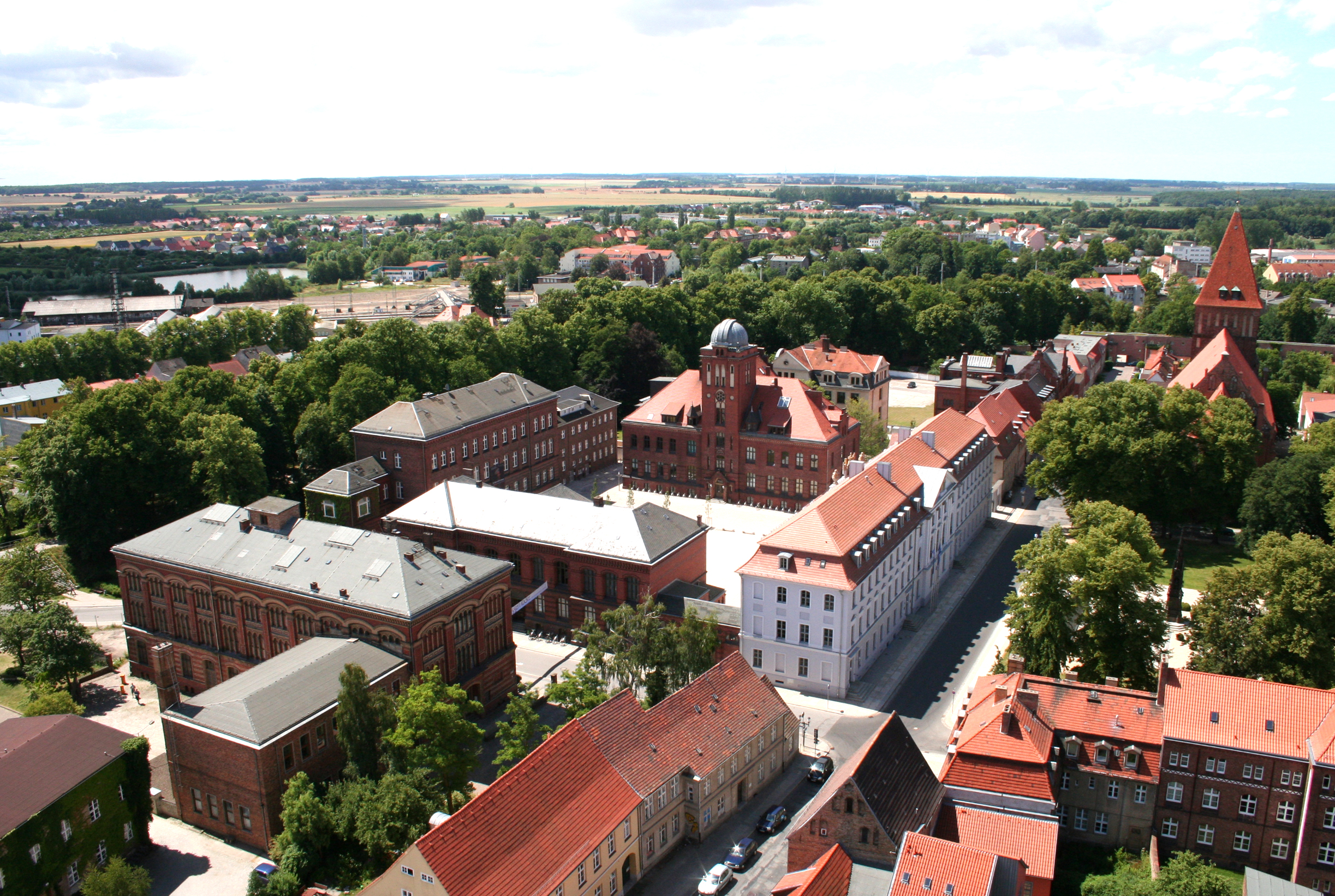
Greifswalds universitet. Staden kallar sig Universitäts- und Hansestadt Greifswald.

I Tyskland förekommer att städer kallar sig Universitätsstadt som en del av stadens officiella namn, vilket huvudsakligen görs av medelstora städer där universitetet utgör en dominerande faktor i stadens kultur.
Särskilt i Nordamerika är det vanligt att mindre universitetsorter, college towns, helt domineras av universitetets verksamhet, så att upp till halva stadens befolkning är knuten till universitetet. Liknande exempel finns även bland vissa äldre universitet på mindre orter i Europa, som St Andrews i Skottland och Marburg i Tyskland. I Europa är de äldre universiteten ofta kopplade till kyrkliga institutioner, såsom biskopssäten, medan universitet som grundats i modern tid tenderar att förläggas i regionala centra och ha en roll som tillväxtmotor. Även i Afrika, Sydamerika och Asien återfinns de flesta större universitet i storstäder.

## Konflikter

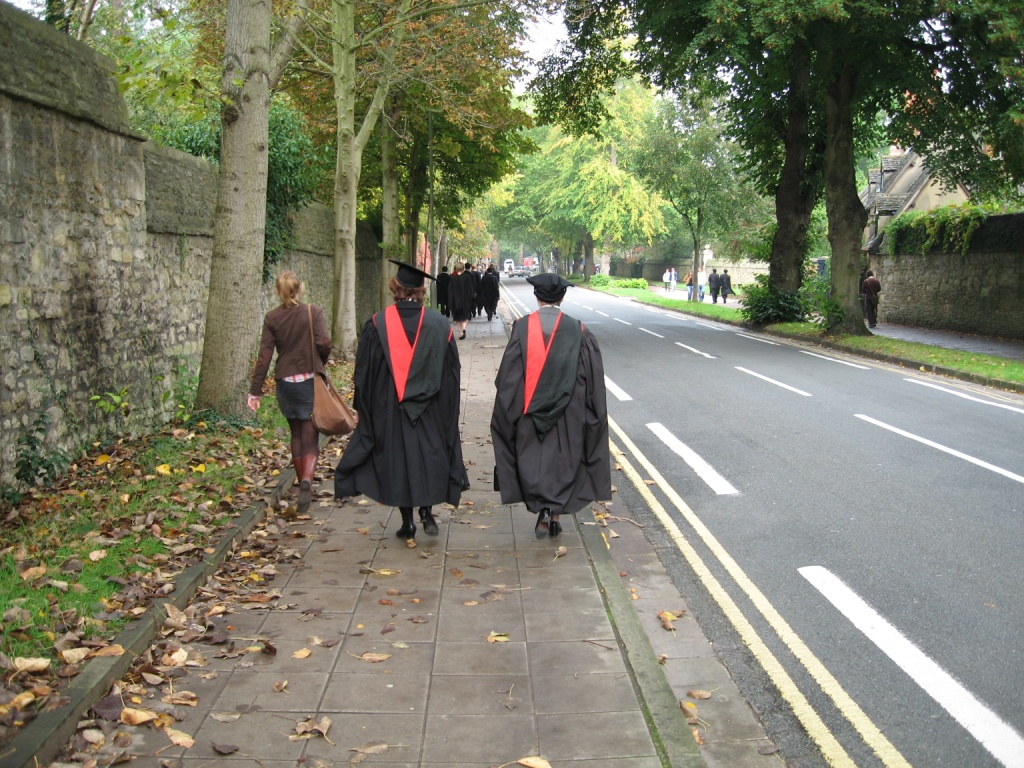
Akademiker i traditionell klädsel i Oxford.

Förhållandet mellan å ena sidan universitetets lärarkår och studenter och å andra sidan den fasta stadsbefolkningen ger ibland upphov till konflikter som är unika för dessa orter, ett fenomen som på engelska kallas town and gown. Town syftar på stadsborna och gown på den traditionella engelska akademiska dräkten, som bland annat bärs vid ceremonier i Oxford och Cambridge. Även begreppet townie, stadsbo, kan förekomma som en ofta nedsättande beteckning på någon som inte tillhör universitetet. 
Historiskt har universiteten i stor utsträckning haft särskilda privilegier gentemot de städer där de ligger och varit stora markägare. Från medeltiden fram till 1800-talet hade europeiska universitet ofta egen jurisdiktion i form av akademiska domstolar. I Sverige hade Uppsala och Lunds universitet fram till 1852 omfattande rätt att döma i alla brott- och civilmål rörande personer vid universitetet, som till skillnad från stadsborna inte kunde dömas av rådhusrätten. Även dödsstraff kunde utdömas, som vid det kända mordet i Locus Peccatorum i Lund 1829. Fortfarande är det vanligt med konflikter gällande ordningsfrågor, beskattning, markanvändning, gentrifiering och belastning av kommunens infrastruktur.

## Exempel

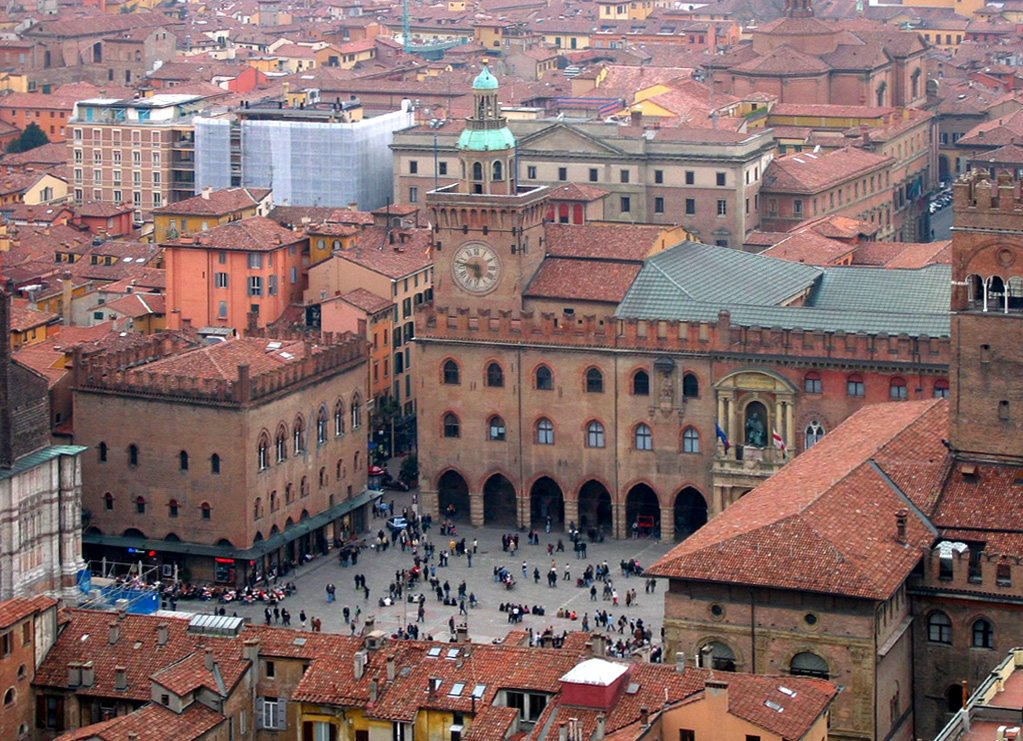
Bologna, universitetsstad sedan år 1088.

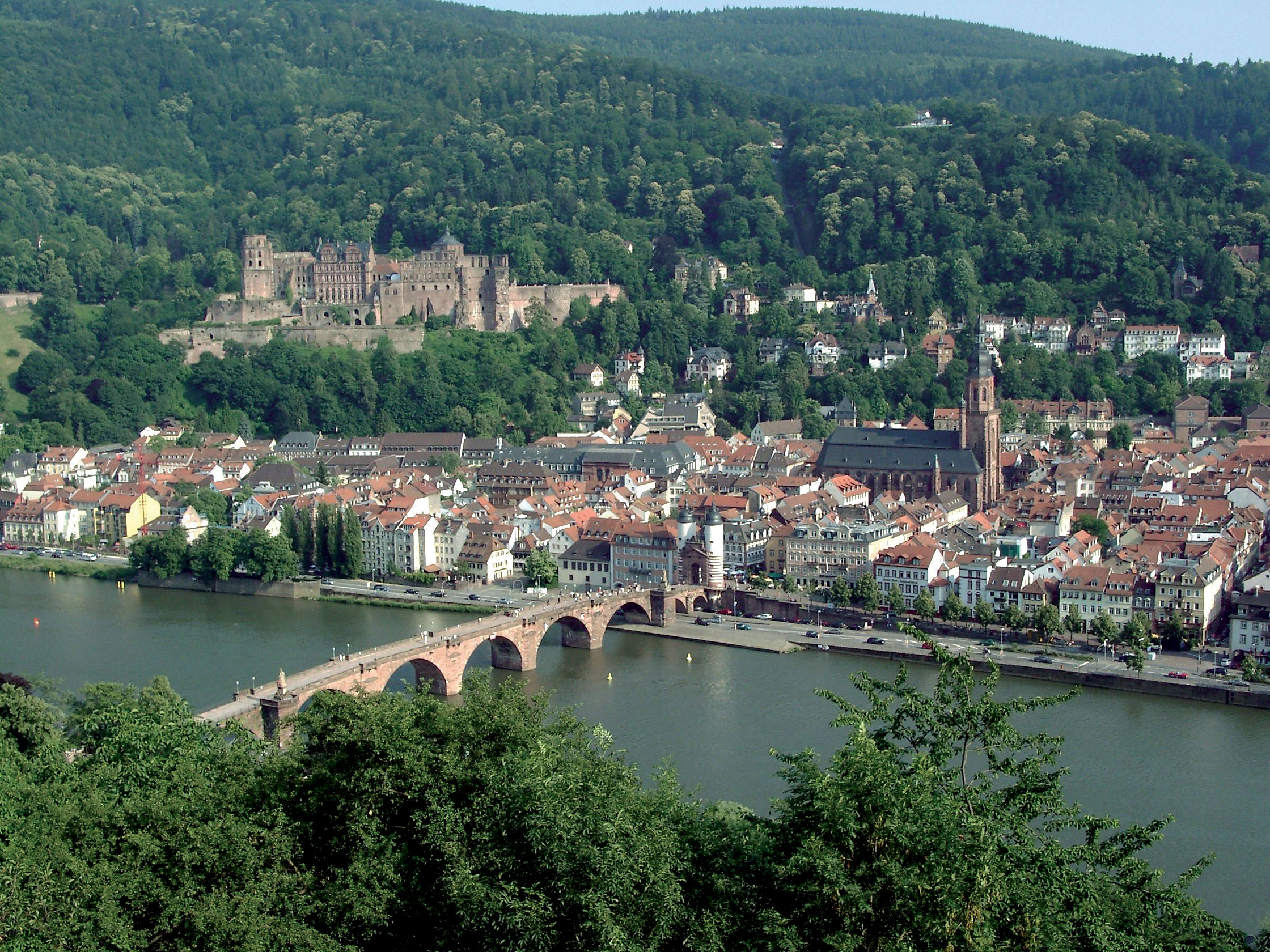
Heidelberg

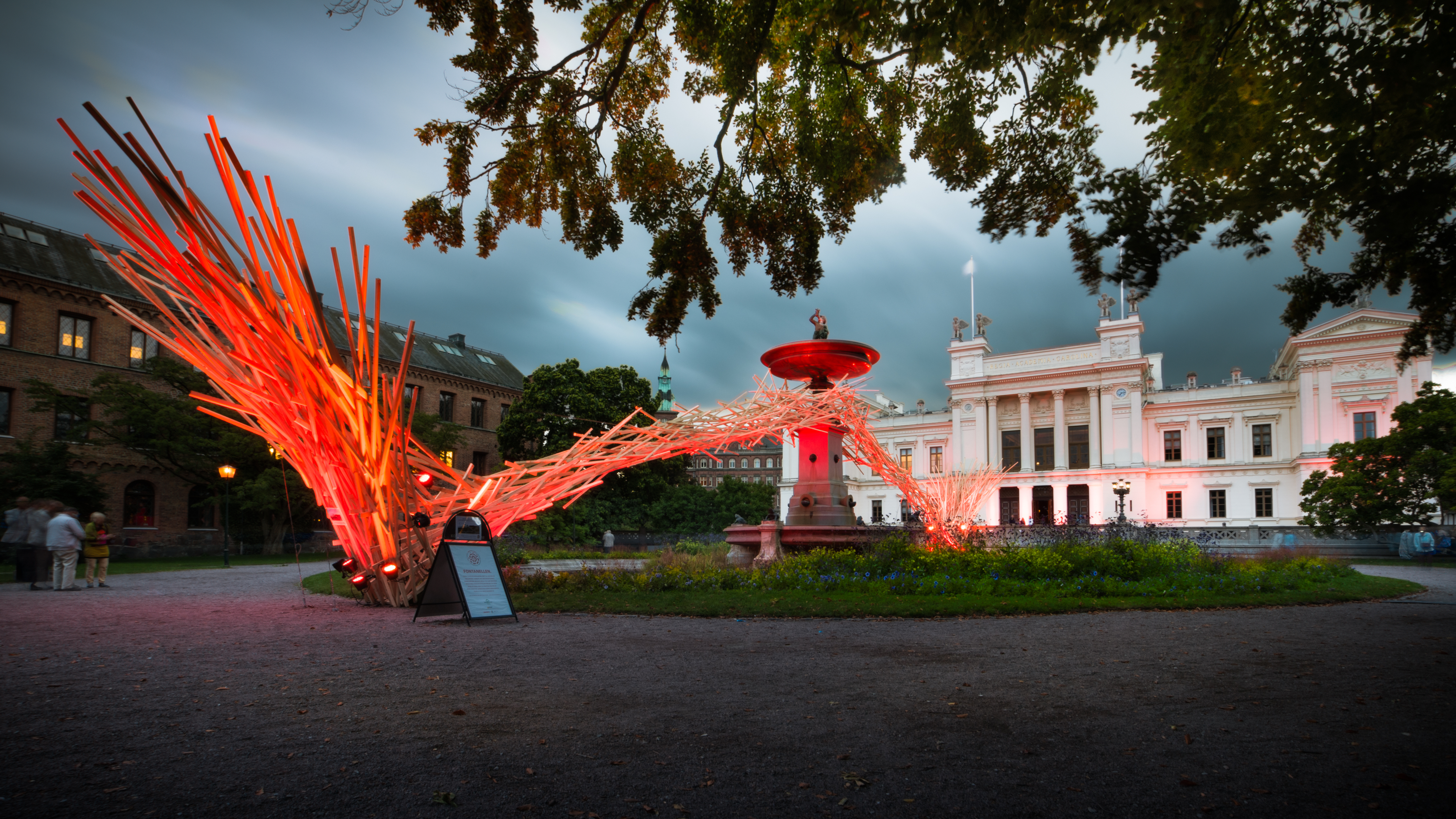
Lund

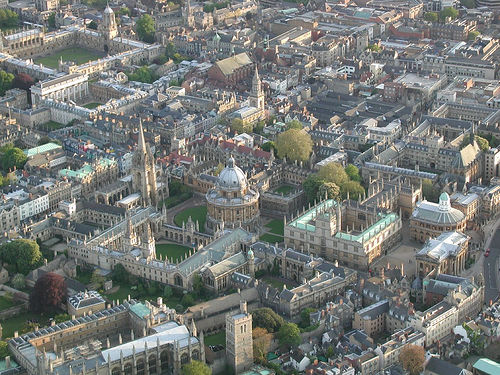
Oxford

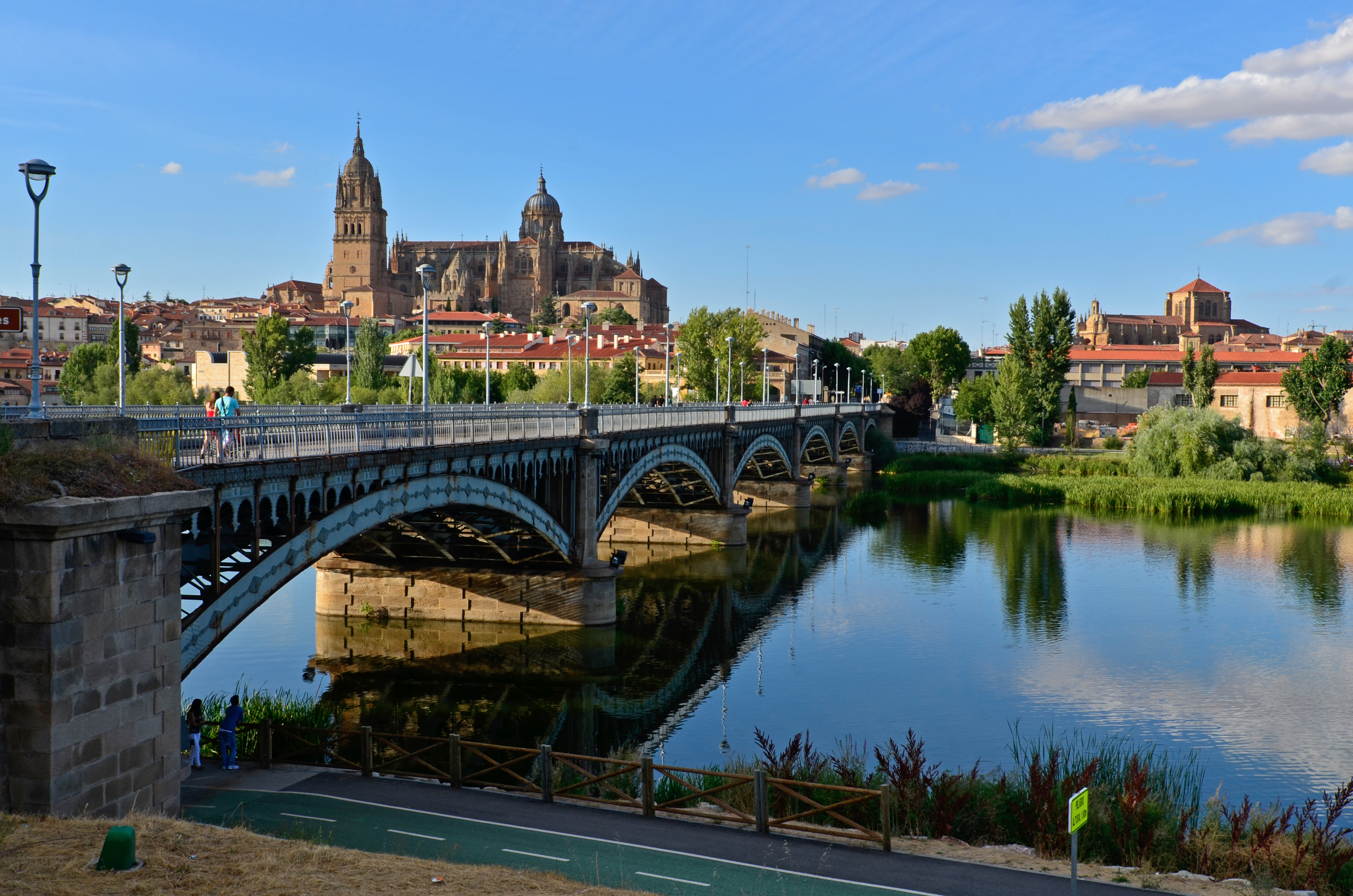
Salamanca

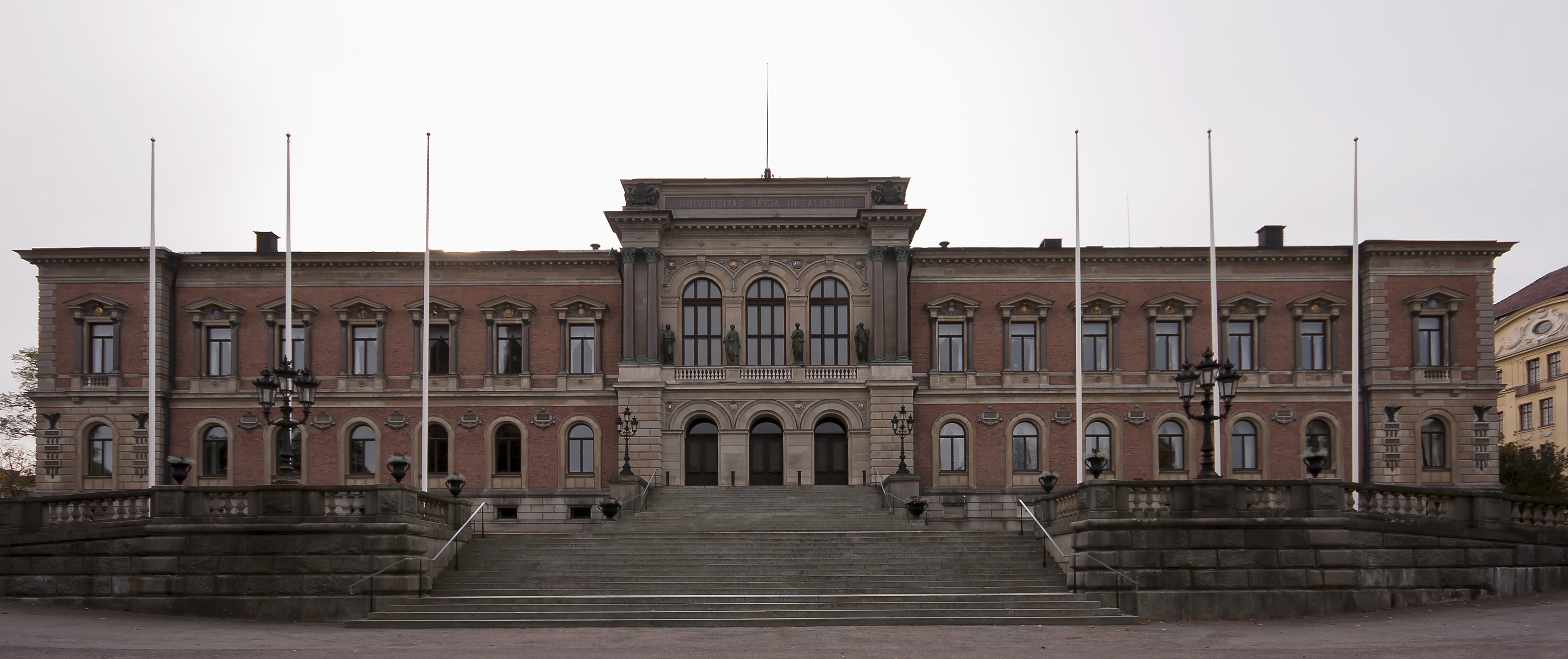
Uppsala

- Akademgorodok, Ryssland
- Ann Arbor, Michigan, USA
- Athens, Georgia, USA
- Berkeley, Kalifornien
- Bologna, Italien Bologna, universitetsstad sedan år 1088.
- Boulder, Colorado, USA
- Cambridge, England King's Chapel och Trinity Lane i Cambridge, England.

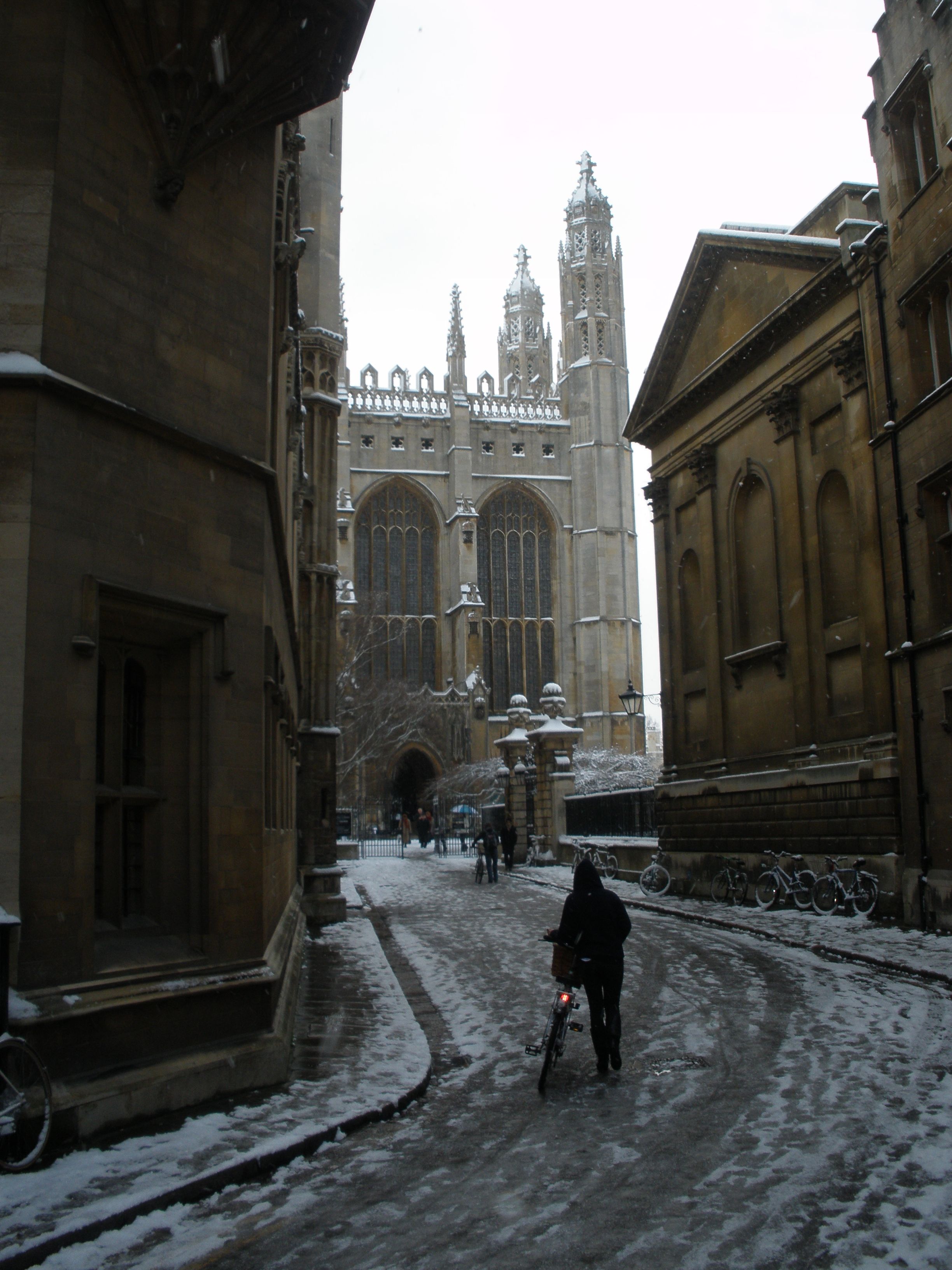
King's Chapel och Trinity Lane i Cambridge, England.

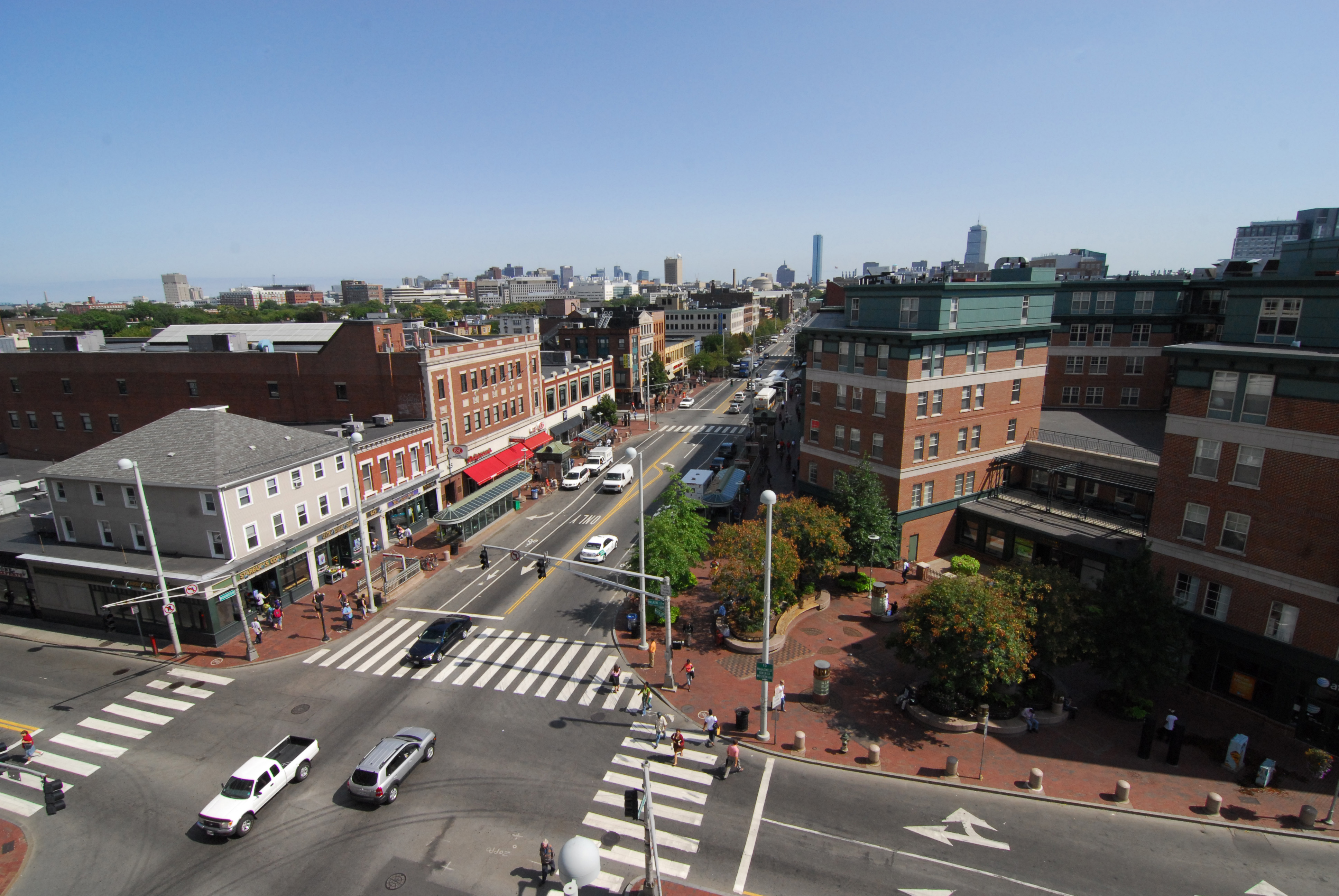
Cambridge, Massachusetts, säte för Harvard University och MIT.

- Cambridge, Massachusetts, USA Cambridge, Massachusetts, säte för Harvard University och MIT.

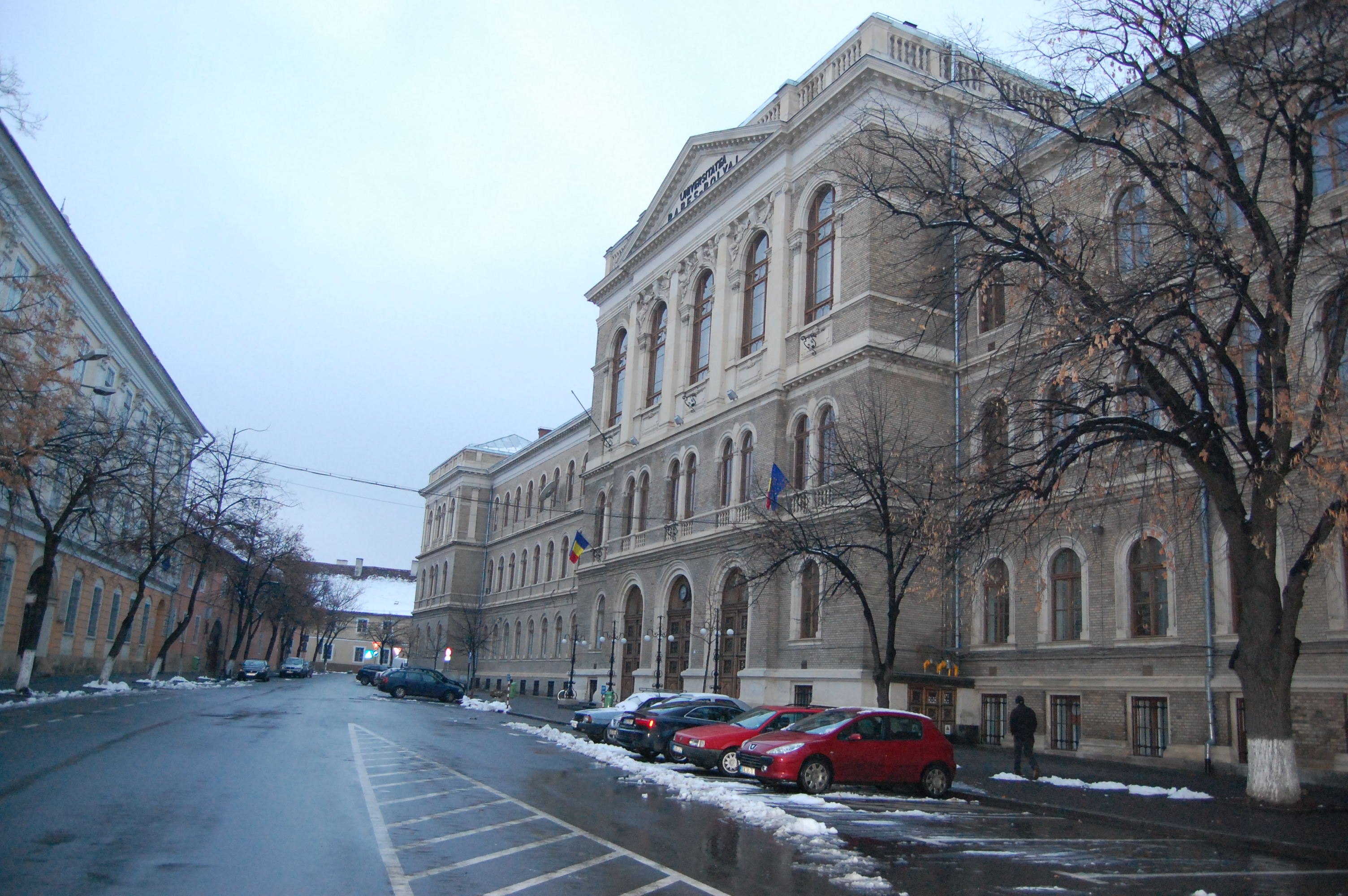
Cluj-Napoca

- Chapel Hill, North Carolina, USA
- Charlottesville, Virginia, USA
- Coimbra, Portugal
- Cluj-Napoca, Rumänien Cluj-Napoca
- Columbia, Missouri, USA
- Durham, England
- Freiburg im Breisgau, Tyskland
- Gainesville, Florida, USA
- Gdańsk, Polen
- Giessen, Tyskland
- Greifswald, Tyskland
- Grenoble, Frankrike
- Groningen, Nederländerna
- Göttingen, Tyskland
- Hartford, Connecticut, USA
- Hanover, New Hampshire, USA
- Heidelberg, Tyskland Heidelberg
- Ithaca, New York, USA
- Kraków, Polen
- Laramie, Wyoming, USA
- Lawrence, Kansas, USA
- Leiden, Nederländerna
- Leipzig, Sachsen, Tyskland
- Leuven, Belgien
- Lexington, Kentucky, USA
- Limerick, Irland
- Linköping, Sverige
- Lublin, Polen
- Lund, Sverige Lund
- Marburg, Tyskland
- Montpellier, Frankrike
- Moscow, Idaho, USA
- Münster, Tyskland.
- New Haven, Connecticut, USA
- Oxford, England Oxford
- Padua, Italien
- Pavia, Italien
- Pisa, Italien
- Potsdam, New York, USA
- Princeton, New Jersey, USA
- Rennes, Frankrike
- Salamanca, Spanien Salamanca
- Sherbrooke, Québec, Kanada
- Siena, Italien
- South Bend, Indiana, USA
- St Andrews, Skottland
- Szczecin, Polen
- Szeged, Ungern
- Tartu, Estland
- Thessaloniki, Grekland
- Trondheim, Norge
- Tromsø, Norge
- Tübingen, Tyskland
- Umeå, Sverige
- Uppsala, Sverige Uppsala
- Wrocław, Polen
- Würzburg, Tyskland
- Zielona Góra, Polen
- Åbo, Finland
- Århus, Danmark